# U-Bahnhof Brenta
Der U-Bahnhof Brenta ist ein unterirdischer Bahnhof der U-Bahn Mailand. Er befindet sich auf der Linie M3 unter dem Corso Lodi bei der Kreuzung mit dem Viale Brenta.

## Geschichte
Der U-Bahnhof Brenta wurde am 12. Mai 1991 als Teil der Verlängerung von Porta Romana zur neuen Endstation San Donato in Betrieb genommen.
Der ursprünglich vorgesehene Name für den Bahnhof war Lodi, wegen seiner Lage in der Mitte des Corso Lodi. Später wurde aber beschlossen, den Namen Lodi für den U-Bahnhof am gleichnamigen Platz zu verwenden.

## Lage
Der Bahnhof befindet sich in unterirdischer Lage unter dem Corso Lodi. Der Bahnhof verfügt über zwei Gleise mit Mittelbahnsteig. Über dem Gleisniveau befindet sich ein Zwischengeschoss mit Zutrittskontrolle. Die architektonische Ausstattung wurde wie bei allen Bahnhöfen der Linie M3 von den Architekten Claudio Dini und Umberto Cappelli gestaltet.

## Anbindung
Am U-Bahnhof bestehen Umsteigemöglichkeiten von der Linie M3 zu einigen Buslinien der Azienda Trasporti Milanesi.
| Linie | Verlauf |
| ----- | --- |
|       | Comasina – Affori FN – Affori Centro – Dergano – Maciachini – Zara – Sondrio – Centrale FS – Repubblica – Turati – Montenapoleone – Duomo – Missori – Crocetta – Porta Romana – Lodi TIBB – Brenta – Corvetto – Porto di Mare – Rogoredo FS – San Donato |